# چاه بار
چاه بار (ساوه)، روستایی از توابع بخش نوبران شهرستان ساوه در استان مرکزی ایران است.

## جمعیت
این روستا در دهستان بیات قرار دارد و براساس سرشماری مرکز آمار ایران در سال ۱۳۸۵، جمعیت آن ۱۶۴ نفر (۴۳خانوار) بوده‌است.